# پاراقشلاق سفلی
پاراقشلاق سفلی یک روستا در ایران است که در بخش انجیرلو واقع شده‌است. پاراقشلاق سفلی ۵۴ نفر جمعیت دارد.